# Robert de Willoughby, 1. Baron Willoughby de Eresby

Familienwappen des Robert de Willoughby, 1. Baron Willoughby de Eresby

Robert de Willoughby, 1. Baron Willoughby de Eresby (* zwischen 1250 und 1260; † 1317) war ein englischer Adliger.

## Leben
Robert Willoughby war der Sohn des Sir William Willoughby, Gutsherr (Lord of the Manor) von Willoughby in Lincolnshire, der bis etwa 1290 Friedensrichter in Lincolnshire war. Seine Mutter war Alice Beke, Tochter und Co-Erbin des John Beke, 1. Baron Beke.
Robert Willoughby war ein Schützling seines Großonkels mütterlicherseits, Antony Bek, Bischof von Durham, den er öfters auf dessen kriegerischen Zügen gegen Schottland begleitete, zum ersten Mal am 12. Juni 1298, danach mehrmals in den Jahren von 1300 bis 1305. Beim Tod seines Großvaters John Beke, 1. Baron Beke, erbte er spätestens 1304 dessen Landbesitz, zu das Gut Eresby in Lincolnshire gehörte. Robert machte daraufhin das befestigte Anwesen von Eresby zu seinem Wohnsitz.
König Eduard II. berief ihn erstmals am 26. Juli 1313 durch Writ of Summons ins königliche Parlament und verlieh ihm auf diese Weise den erblichen Adelstitel Baron Willoughby de Eresby. Da er bei Eduard in hoher Gunst stand, verzieh ihm dieser auch seine Teilnahme an den Umtrieben und Machenschaften des Thomas of Lancaster gegen Piers Gaveston, 1. Earl of Cornwall, den Favoriten des Königs.
Robert Willoughby war seit 1301 mit Margaret Deincourt, der Tochter des Edmund Deincourt, 1. Baron Deincourt, verheiratet, die ihn bis 1333 überlebte. Er selbst starb am 25. März 1317 und wurde von seinem Sohn John (1304–1349) beerbt.